# East Lynne; or, Led Astray
East Lynne; or, Led Astray è un cortometraggio muto del 1908, diretto da J. Stuart Blackton. È uno dei numerosi adattamenti cinematografici del romanzo East Lynne di Ellen Wood.

## Produzione
Il film fu prodotto dalla Vitagraph Company of America.

## Distribuzione
Distribuito dalla Vitagraph Company of America, il film - un cortometraggio in una bobina - uscì nelle sale cinematografiche statunitensi nel giugno 1908.